# Fly (Nièvre)
 (juin 2022).
Si vous disposez d'ouvrages ou d'articles de référence ou si vous connaissez des sites web de qualité traitant du thème abordé ici, merci de compléter l'article en donnant les références utiles à sa vérifiabilité et en les liant à la section « Notes et références ».
Pour les articles homonymes, voir Fly.
Fly est un petit village de la Nièvre, en région Bourgogne-Franche-Comté, situé sur le territoire de la commune de Varzy[réf. nécessaire].